# زلاتان آرنوتویچ
زلاتان آرنوتویچ (انگلیسی: Zlatan Arnautović؛ زادهٔ ۲ سپتامبر ۱۹۵۶) بازیکن هندبال اهل یوگسلاوی بود.